# The Beacon Street Collection
The Beacon Street Collection – drugi album kalifornijskiej grupy No Doubt po raz pierwszy wydany niezależnie jako bootleg przez zespół w marcu 1995 z przeznaczeniem dla wiernych fanów czekających na zakontraktowaną płytę. Nazwa albumu nawiązuje do Beacon Avenue przy której znajdował się dom członków zespołu, a w którego garażu nagrano większość kawałków na album. Album bazuje w głównej mierze na ska punku. W utworze Total Hate 95 gościnnie można usłyszeć głos Brada Nowella – wokalisty skapunkowej grupy Sublime. Znajdująca się na albumie piosenka Snakes znalazła się na ścieżce dźwiękowej do filmu Beavis i Butt-head zaliczają Amerykę z grudnia 1996 roku.

## Lista utworów
1. Open The Gate – 3:40
2. Blue In The Face – 4:35
3. Total Hate 95 – 3:18
4. Stricken – 4:06
5. Greener Pastures – 5:05
6. By The Way – 4:29
7. Snakes – 4:37
8. That's Just Me – 4:09
9. Squeal – 2:38
10. Doghouse – 4:26

## Twórcy
- Tom Dumont – gitara elektryczna
- Tony Kanal – gitara basowa
- Eric Stefani – pianino, keyboard
- Gwen Stefani – śpiew
- Adrian Young – perkusja